# Campeonato Internacional de Verano de 2011
A Copa Bimbo 2011 foi a terceira edição deste torneio amistoso de futebol, organizado pela empresa de telecomunicações uruguaia Tenfield, com patrocínio da empresa alimentícia mexicana Bimbo. Sua realização se deu entre os dias 14 e 16 de janeirode 2011. O torneio também teve o suporte da Associação Uruguaia de Futebol.
A competição contou com a participação de quatro equipes: Nacional, Peñarol e Libertad, do Paraguai, e Vélez Sarsfield, da Argentina. Todas as partidas foram disputadas no Estádio Centenário, em Montevidéu.
O Nacional foi o campeão, ao derrotar o Libertad nos pênaltis.

## Jogos
|  | Semifinais      | Semifinais |       |                 | Final          | Final |  |
|  |                 |            |       |                 |                |       |  |
|  |                 |            |       |                 |                |       |  |
|  | Libertad        | 1          |       |                 |                |       |  |
|  | Vélez Sarsfield | 0          |       |                 |                |       |  |
|  |                 |            |       |                 |                |       |  |
|  |                 |            |       |                 |                |       |  |
|  |                 |            |       |                 | Libertad       | 2 (3) |  |
|  |                 | Nacional   | 2 (5) |                 |                |       |  |
|  |                 |            |       |                 |                |       |  |
|  |                 |            |       |                 |                |       |  |
|  |                 |            |       |                 | Terceiro lugar |       |  |
|  |                 |            |       |                 |                |       |  |
|  | Nacional        | 2 (5)      |       | Vélez Sarsfield | 2 (3)          |       |  |
|  | Peñarol         | 2 (4)      |       |                 | Peñarol        | 2 (4) |  |

### Semifinais
| 14 de Janeiro 2011 | Libertad    | 1 – 0  | Vélez Sarsfield | Estádio Centenário, Montevidéu |
| 20:00 (UTC-3)      | Gamarra 38' | Súmula |                 | Árbitro: Jorge Larrionda       |

| 14 de Janeiro 2011 | Nacional               | 2 – 2  | Peñarol                        | Estádio Centenário, Montevidéu |
| 22:00 (UTC-3)      | Porta 30' · Coates 64' | Súmula | Martinuccio 20' · Alcoba 90+1' |                                |

|                                     |       | Penalidades                   |  |
| Peralta García Píriz Viudez Cabrera | 5 – 3 | Olivera Mier Estoyanoff Albín |  |

### Disputa de 3º Lugar
| 16 de Janeiro 2011 | Vélez Sarsfield      | 2 – 2  | Peñarol                         | Estádio Centenário, Montevidéu |
| 20:00 (UTC-3)      | Díaz 10' · Bella 29' | Súmula | Olivera 41' · Alonso 87' (pen.) |                                |

|                                     |       | Penalidades                         |  |
| Razzotti Canteros Freire Rescaldani | 2 – 4 | Mier Domingo Mac Eachen Luis Aguiar |  |

### Final
| 16 de Janeiro 2011 | Libertad                 | 2 – 2 | Nacional              | Estádio Centenário, Montevidéu |
| 22:00 (UTC-3)      | Maciel 7' · Canuto 90+3' |       | García 5' · Porta 72' |                                |

|                            |       | Penalidades                            |  |
| Sarabia Bonet Aquino Ayala | 3 – 5 | Cauteruccio Pereyra Porta García Lembo |  |

## Premiação
| Copa Bimbo / Torneio Verão 2011 |
| ------------------------------- |
| NACIONAL Campeão (2º título)    |

## Artilheiros
| 2 gols (1) - Richard Porta (Nacional) 1 gol (1) - Alejandro Martinuccio (Peñarol) - Diego Alonso (Peñarol) - Gastón Díaz (Vélez Sarsfield) - Gerardo Alcoba (Peñarol) - Iván Bella (Vélez Sarsfield) - Ignacio Canuto (Libertad) - Juan Manuel Olivera (Peñarol) - Manuel Maciel (Libertad) - Rodolfo Gamarra (Libertad) - Santiago García (Nacional) - Sebastián Coates (Nacional) - detalles de la Copa Bimbo futbol.com.uy |